# Ivar Forsling
Ivar Forsling, född 21 februari 1997 i Täby församling, är en svensk skådespelare.

## Filmografi i urval
- 2020 – Rebecka Martinsson (TV-serie) – Jocke
- 2021 – Young Royals (TV-serie) – Prins Erik av Sverige[2]
- 2023 – Gaslight (TV-serie)
- 2025 – Kärlek fårever

## Teaterroller i urval
- 2017 – Dina och Jovan (Boulevardteatern)[3]
- 2019 – Sannas sanna jag (Norrbottensteatern)[4]
- 2020 – Välkommen (Regionteater Väst)[5]